# قرانيونات
القرانيونات (الاسم العلمي: Cornanae) هي فوق رتبة نباتية تتبع طائفة ثنائيات الفلقة من كاسيات البذور.

## رتب
- رتبة القرانيات
- رتبة شرابيات الحرير
- رتبة Aralidiales
- رتبة Desfontainiales
- رتبة Hydrangeales
- رتبة Roridulales